# Kacijanar
Kacijanar je priimek v Sloveniji, ki ga je po podatkih Statističnega urada Republike Slovenije na dan 1. januarja 2010 uporabljalo manj kot 5 oseb.

## Znani nosilci priimka
- Franc Kacijanar, ljubljanski škof v letih 1536—1543
- Ivan Kacijanar (1491—1539), vojaški poveljnik kranjske vojske
- Leopold Kacijanar 1665—1705), pravnik